# Xã Nashville, Quận Howard, Arkansas
Xã Nashville (tiếng Anh: Nashville Township) là một xã thuộc quận Howard, tiểu bang Arkansas, Hoa Kỳ. Năm 2010, dân số của xã này là 6.377 người.